# Jan de Looper
Jan de Looper   (Hilversum, 2 de maig de 1914 - Hilversum, 23 de juny de 1987) va ser un jugador d'hoquei sobre herba neerlandès que va competir durant la dècada de 1930. Era germà del també jugador d'hoquei sobre herba Henk de Looper.
El 1936 va prendre part en els Jocs Olímpics de Berlín, on va guanyar la medalla de bronze com a membre de l'equip neerlandès en la competició d'hoquei sobre herba.